# Harry Brightmore
Harry Brightmore (* 1. Juli 1994 in Chester) ist ein britischer Steuermann im Rudersport. 2022 wurde er Welt- und Europameister im Achter, 2023 kam noch ein Weltmeistertitel dazu. 2024 wurde er Olympiasieger.

## Karriere
Harry Brightmore wurde bei den U23-Weltmeisterschaften 2014 Vierter im Vierer mit Steuermann. Im Jahr darauf bei den U23-Weltmeisterschaften 2015 belegte er mit dem britischen Achter den fünften Platz. Bei den U23-Weltmeisterschaften 2016 wurde er Fünfter im Vierer mit Steuermann. 2017 nahm er zusammen mit Timothy Clarke und Thomas Ford im Zweier mit Steuermann an den Weltmeisterschaften in Sarasota teil und erreichte den vierten Platz mit über drei Sekunden Rückstand auf die drittplatzierten Deutschen.
Da ab 2018 bei internationalen Meisterschaften nur noch die Wettbewerbe im Achter mit Steuermann ausgetragen wurden, war in den Jahren nach 2017 international nur Henry Fieldman dabei. Erst 2022 rückte Brightmore in den britischen Achter. Bei den Europameisterschaften in München siegten die Briten mit viereinhalb Sekunden Vorsprung vor den Niederländern. Einen Monat später erreichte der britische Achter bei den Weltmeisterschaften in Račice u Štětí das Ziel mit einer Sekunde Vorsprung vor den Niederländern. Bei den Europameisterschaften 2023 in Bled saß Henry Fieldman im Achter, der mit 0,05 Sekunden Vorsprung vor den Rumänen gewann. Drei Monate später bei den Weltmeisterschaften in Belgrad siegte der wieder von Brightmore gesteuerte britische Achter mit einer Sekunde Vorsprung vor den Niederländern, Dritte wurden die Australier vor den Rumänen.
2024 gewann der britische Achter bei den Europameisterschaften in Szeged mit über zwei Sekunden Vorsprung vor dem Deutschlandachter. Drei Monate später bei den Olympischen Spielen in Paris siegten die Briten mit einer Sekunde Vorsprung vor den Niederländern. 
Der 1,74 Meter große Harry Brightmore steuert für den Bootsclub der Oxford Brookes University.